# Elaco
Elaco (em latim: Ellac) foi o sucessor de Átila, o Huno no Império Huno, sendo seu filho mais velho. Seu reino durou 2 anos, de 453 a 454, quando ele foi morto na Batalha de Nedau. Ele foi sucedido por Dengizico.